# Iveta Bieliková
Iveta Bieliková (Ružomberok, 17 agosto 1966) è un'ex cestista cecoslovacca, dal 1993 slovacca.

## Carriera
Con la Cecoslovacchia ha disputato i Campionati mondiali del 1990, i Campionati europei del 1991 e i Giochi olimpici di Barcellona 1992.
Con la Slovacchia ha disputato i Campionati europei del 1997 e i Campionati mondiali del 1998.